# Philotheria pallidinervis
Philotheria pallidinervis är en insektsart som först beskrevs av Frederick Arthur Godfrey Muir 1934.  Philotheria pallidinervis ingår i släktet Philotheria och familjen Dictyopharidae. Inga underarter finns listade i Catalogue of Life.